# Михаил Себастьян
Михаи́л Себастья́н, или Михаи́л Себастиа́н (рум. Mihail Sebastian 18 октября 1907, Брэила — 29 мая 1945, Бухарест) — румынский писатель. Настоящие имя и фамилия — Иосиф Гехтер (рум. Iosif Hechter). Писал также под псевдонимом Виктор Минку (рум. Victor Mincu). Выступал как прозаик, драматург, эссеист, литературный критик, автор статей о М. Прусте, Дж. Джойсе, А. Жиде, М. Элиаде, М.Блехере и др.

## Биография
Родился в ассимилированной еврейской семье Менделя и Клары Гехтер (урожд. Вайнтрауб). В семье говорили преимущественно на румынском. У него было двое братьев: старший — Польди (Пьер) Гехтер, врач, который во время Второй мировой войны жил во Франции, и младший — Андрей (Бену) Себастьян.
Изучал право в Бухаресте (1926–1929). В 1930–1931 жил в Париже, работал в адвокатской конторе. Вернувшись в Бухарест, входил в круг М. Элиаде, Э. Чорана, Э.Ионеско, К. Нойки. Себя они относили к молодому поколению, выражающему стремление к национальному возрождению молодых румын. Примкнул к Ассоциации молодых интеллектуалов «Критерион».  Хотя изначально «Критерион» было не политическим движением, его члены попали под растущее влияние философии Нае Ионеску, в которой смешались ура-патриотический национализм, экзистенциализм и христианский мистицизм. Дебютировал как публицист в газете «Cuvântul».
В 1934 году Себастьян написал роман «За две тысячи лет» ("De două mii de ani"), написанный в виде дневника еврейского юноши — размышления о том, что значит быть евреем в Румынии. Предисловие к книге написал Н.Ионеску, и оно было откровенно антисемитским. Решение Себастьяна опубликовать предисловие в том виде, в котором оно было написано, как и собственно издание книги, вызвали критику со всех сторон — как со стороны еврейской общины, так и со стороны крайне правых кругов.

В ответ на критику Себастьян выпустил публикацию «Как я стал хулиганом» ("Cum am devenit huligan"), в которой собрал опубликованные в прессе статьи, представляющие собой отчет о восприятии его работ:
Я родился в Румынии, и я еврей. Это делает меня евреем и румыном. Для меня ходить и присоединяться к конференциям, требуя, чтобы к моей личности румынского еврея относились серьезно, было бы таким же безумием, как для лип на острове, где я родился, организовать конференцию, требующую их права быть липами. Что касается любого, кто скажет мне, что я не румын, ответ тот же: пойди поговори с деревьями и скажи им, что они не деревья.
В апреле 1935 года он юридически сменил свое имя с Иосифа Менделя Гехтера на Иосиф Михаил Себастьян. После того, как он это сделал, сменил фамилию и его младший брат.
5 сентября 1940 года премьер-министром был назначен Ион Антонеску, Румыния была объявлена «национал-легионерским государством», упразднялись гражданские права и свободы, начались гонения на евреев. Михаил Себастьян был вынужден оставить адвокатскую практику; его пьесы больше не ставили, книги не переиздавали, статьи не печатали — ужесточение антисемитского законодательства сделало его изгоем, а многие из прежних друзей покинули его.
Михаил Себастьян критически наблюдал за сдвигом своих друзей в сторону румынского и германского нацизма, нарастанием антисемитизма в румынском обществе и интеллектуальной среде, что скрупулёзно засвидетельствовано в его дневниках (1935—1944), ставших одним из памятников эпохи, который сопоставляют с дневниками Анны Франк и Виктора Клемперера.
В 1942 году группа актеров во главе с Сикэ Василе Александреску организовала театр «Альгамбра», и Себастьян стал получать неофициальные заказы на переводы пьес. При этом каждый день Себасьян был должен отбывал трудовую повинность — работать на очистке улиц от снега.  По мнению литературоведа Сергея Эрлиха, замысел «Безымянной звезды» родился именно тогда, когда Себастиана, как и других бухарестских евреев, выгоняли на улицы разгребать сугробы: «Сперва работа кажется ему тяжелой, потом он привыкает и даже начинает чувствовать спортивный азарт. 12 марта 1942 года он работает на расчистке перрона на станции, видит проходящий поезд и вдруг воображает, как пассажиры смотрят на него и его товарищей: как на людей без имени, без идентичности. Тут сошлись название (по-румынски «Steaua fără nume», буквально -— «Звезда без имени»), тема станции и пассажиров, которые со скукой смотрят на провинциалов, глазеющих на роскошный экспресс Бухарест-Синая».
После окончания Второй мировой войны был сотрудником пресс-службы Министерства иностранных дел Румынии
Погиб 29 мая 1945 года в возрасте 37 лет в результате несчастного случая (был задавлен грузовиком). Похоронен в Бухаресте на еврейском кладбище Филантропия.
Дневник Михаила Себастьяна, который вывез из страны его младший брат (когда он эмигрировал из Румынии в Израиль, то отправил дневник из страны через дипломатическую почту израильского посольства), был впервые полностью опубликован только в 1996 году на румынском языке, за которым последовало французское издание в 1998 году.

## Произведения

### Проза
- Fragmente dintr-un carnet găsit (Фрагменты найденной записной книжки) (1932)
- Femei (Женщины), новеллы (1932)
- De două mii de ani. Texte, fapte, oameni (За две тысячи лет. Тексты, факты, люди), роман (1934)
- Oraşul cu salcâmi (Город с акациями), роман (1935)
- Accidentul (Несчастный случай), роман (1940)

### Пьесы
- 1936 — Игра в каникулы (Jocul de-a vacanţa) (1938, Театр комедии, Бухарест; 2015, Театр Дождей, Санкт-Петербург, Россия[3])
- 1944 — Безымянная звезда (Steaua fără nume; первое название — «Большая медведица») (1944, Театр «Альгамбра» (рум.), Бухарест, первые исполнители главных ролей Раду Белиган и Нора Пиацентини; в СССР — БДТ, 1956; МХАТ, 1957; в России — Московский драматический театр под руководством Армена Джигарханяна (с 2021 — в составе Московского академического театра сатиры), 2014)
- 1945 — Последний срок (Ultima oră)
- 1945 — Ночи без луны (по Д. Стейнбеку)
- 1946 — Последняя сенсация (Бухарестский Национальный театр; 1955, Театр сатиры, Москва).
- 1947 — Остров (Insula)
- переработка пьесы Ю. Х. Бергера (швед.) «Потоп»

### Дневники
- Jurnal, 1935—1944 / Text îngrijit de Gabriela Omăt. Prefaţă şi note de Leon Volovici. Bucureşti: Editura Humanitas, 1995.
- Jurnal II. Bucureşti: Editura TEŞU, 2006.

### Публицистика
- Cum am devenit huligan (1935)
- Corespondenţa lui Marcel Proust (1939)
- Cronici. eseuri. Memorial/ Ediţie de Cornelia Ştefănescu. Bucureşti: Editura Minerva, 1972.

## Известность и признание
Племянница писателя, французская журналистка, прозаик и переводчик Мишель Гехтер (фр. Michèle Hechter) опубликовала биографический роман о дяде «М & М» (Paris: Gallimard, 2000).
На дневниках Себастьяна построены посвящённые ему пьесы американского писателя Дэвида Оберна (2004) и румынского драматурга Димитру Круду (2007).
Посмертно награждён премией Ганса и Софи Шолль (2006).
В 1978 году Михаил Козаков поставил фильм «Безымянная звезда» по одноимённой пьесе Себастьяна.
В 1985 году по этой же пьесе болгарский композитор Парашкев Хаджиев написал оперу «Безымянная звезда».